# 阿兰·吉莱蒂
阿兰·吉莱蒂（法語：Alain Giletti，1939年9月11日—），法国男子花样滑冰运动员。他曾代表法国参加世界花样滑冰锦标赛，获得一枚金牌和二枚铜牌。他也参加了1952年、1956年和1960年冬季奥运会。